# Goya/Beste Kamera

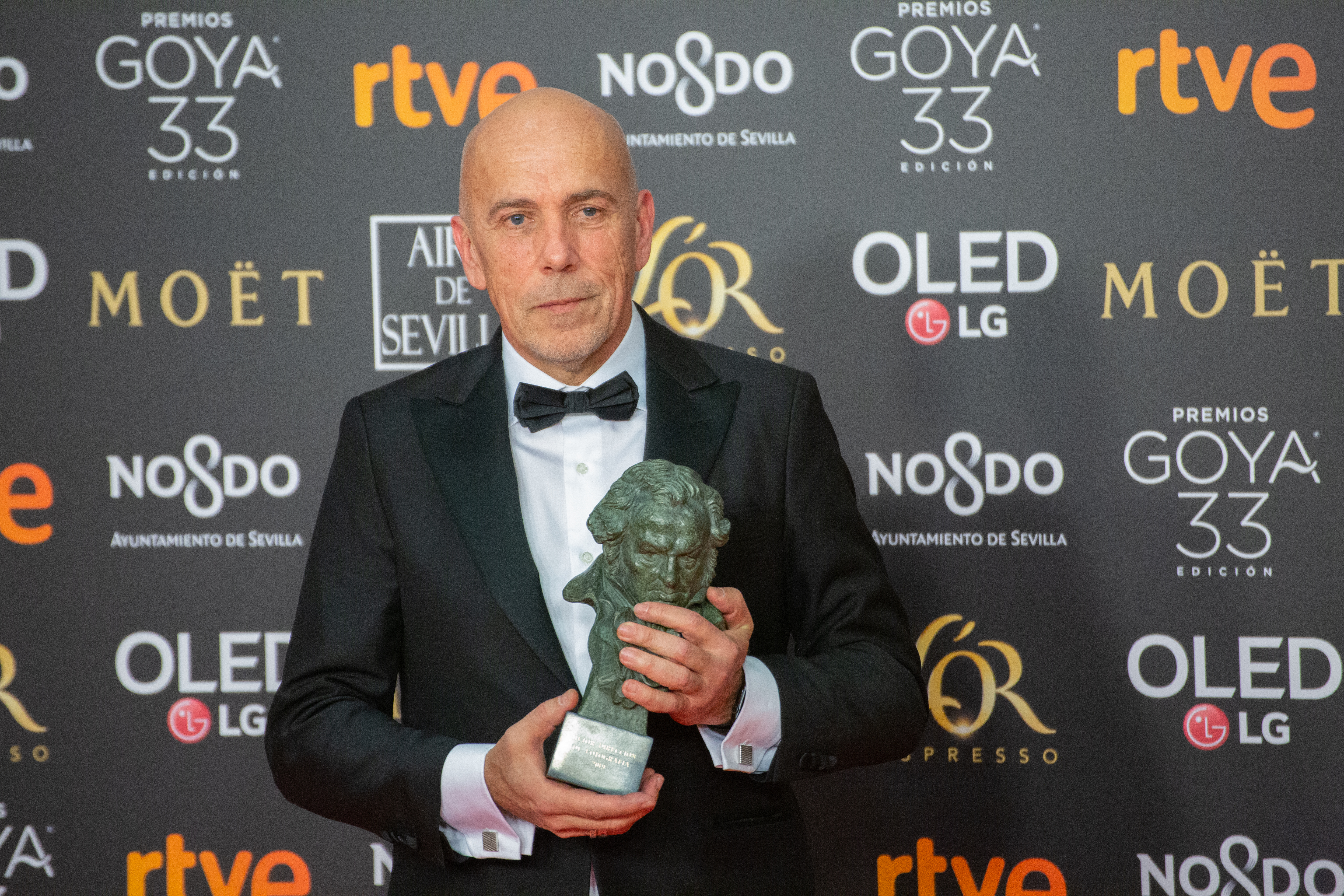
Der Preisträger von 2019: Josu Incháustegui

Gewinner und Nominierte für den spanischen Filmpreis Goya in der Kategorie Beste Kamera (Mejor dirección de fotografía) seit der ersten Verleihung im Jahr 1987. Ausgezeichnet werden die besten hauptverantwortlichen Kameraleute einheimischer Filmproduktionen (auch spanische Koproduktionen) des jeweils vergangenen Jahres.
Mit Daniela Cajías (für Las niñas) gewann 2021 erstmals eine Frau den Goya in dieser Kategorie; sie war die erst zweite Frau, die nominiert war, und konnte 2023 für Alcarràs – Die letzte Ernte eine weitere Nominierung verbuchen.
| Statistik                         | Name                 | Anzahl | Jahr |
| --------------------------------- | -------------------- | ------ | --- |
| Häufigste Auszeichnungen          | Javier Aguirresarobe | 6      | 1992, 1996, 1997, 2002, 2004, 2005                                                                                         |
| Häufigste Auszeichnungen          | José Luis Alcaine    | 5      | 1990, 1993, 1994, 2003, 2008                                                                                               |
| Häufigste Nominierungen           | José Luis Alcaine    | 21     | 1987, 1989 (2×), 1990, 1991 (2×), 1993, 1994, 1995, 1997, 1998, 2003, 2004, 2005, 2006, 2007, 2008, 2012, 2017, 2020, 2022 |
| Häufigste Nominierungen           | Javier Aguirresarobe | 11     | 1988, 1992, 1994, 1995, 1996, 1997, 1999, 2002, 2004, 2005, 2006                                                           |
| Häufigste Nominierungen ohne Sieg | Hans Burmann         | 5      | 1987, 1988, 1992, 1993, 2009                                                                                               |

Die unten aufgeführten Filme werden mit ihrem deutschen Verleihtitel (sofern vorhanden) angegeben, danach folgt in Klammern in kursiver Schrift der spanische Originaltitel.

## 1980er Jahre
1987
Teodoro Escamilla – Liebeszauber (El amor brujo)
- José Luis Alcaine – Die Hälfte des Himmels (La mitad del cielo)
- Hans Burmann – Werthers unglückliche Liebe (Werther)

1988
Fernando Arribas – Divinas palabras
- Javier Aguirresarobe – El bosque animado
- Hans Burmann – Die Hinrichtung (La rusa)

1989
Carlos Suárez Morilla – Remando al viento
- José Luis Alcaine – Malaventura
- José Luis Alcaine – Frauen am Rande des Nervenzusammenbruchs (Mujeres al borde de un ataque de nervios)
- Teodoro Escamilla – Berlin Blues
- Teodoro Escamilla – El Dorado – Gier nach Gold (El Dorado)

## 1990er Jahre
1990
José Luis Alcaine – Twisted Obsession (El sueño del mono loco)
- Juan Amorós – Esquilache
- Teodoro Escamilla – Montoyas y Tarantos
- Teodoro Escamilla – La noche oscura
- Jaume Peracaula – El niño de la luna

1991
Alfredo F. Mayo – Briefe von Alou (Las cartas de Alou)
- José Luis Alcaine – Fessle mich! (¡Átame!)
- José Luis Alcaine – Ay Carmela! – Lied der Freiheit (¡Ay, Carmela!)

1992
Javier Aguirresarobe – Beltenebros
- Hans Burmann – Der verblüffte König (El rey pasmado)
- Carlos Suárez Morilla – Don Juan en los infiernos

1993
José Luis Alcaine – Belle Epoque (Belle epoque)
- Hans Burmann – La marrana
- Alfredo F. Mayo – The Fencing Master (El maestro de esgrima)

1994
José Luis Alcaine – El pájaro de la felicidad
- Javier Aguirresarobe – Die tote Mutter (La madre muerta)
- José Luis López-Linares – Madre Gilda (Madregilda)

1995
Manuel Rojas – Canción de cuna
- Javier Aguirresarobe – Deine Zeit läuft ab, Killer (Días contados)
- José Luis Alcaine – Im Sog der Leidenschaft (La pasión turca)

1996
Javier Aguirresarobe – Antártida
- Flavio Martínez Labiano – El día de la bestia
- Vittorio Storaro – Flamenco

1997
Javier Aguirresarobe – El perro del hortelano
- José Luis Alcaine – Tranvía a la Malvarrosa
- José Luis López-Linares – La celestina

1998
Jaume Peracaula – El color de las nubes
- José Luis Alcaine – En brazos de la mujer madura
- Patrick Blossier – Das Zimmermädchen der Titanic (La camarera del Titanic)

1999
Juan Ruiz Anchía – Mararía
- Javier Aguirresarobe – Das Mädchen deiner Träume (La niña de tus ojos)
- Raúl Pérez Cubero – El abuelo
- Vittorio Storaro – Tango

## 2000er Jahre
2000
Vittorio Storaro – Goya (Goya en Burdeos)
- Affonso Beato – Alles über meine Mutter (Todo sobre mi madre)
- Paco Femenia – Volavérunt
- Javier G. Salmones – La lengua de las mariposas

2001
Raúl Pérez Cubero – You’re the One (una historia de entonces)
- Gonzalo F. Berridi – Plenilunio
- Kiko de la Rica – Allein unter Nachbarn – La comunidad (La comunidad)
- José Luis López-Linares – Calle 54
- Jaime Peracaula – El mar

2002
Javier Aguirresarobe – The Others
- Paco Femenia – Juana la Loca
- Xavi Giménez – Intacto
- Kiko de la Rica – Lucia und der Sex (Lucía y el sexo)

2003
José Luis Alcaine – El caballero Don Quijote
- Néstor Calvo und Yosu Inchaustegui – Sie sind unter uns! (Nos miran)
- José Luis López-Linares – El embrujo de Shanghai
- Miguel González Sinde – Historia de un beso

2004
Javier Aguirresarobe – Soldados de Salamina
- José Luis Alcaine – Al sur de Granada
- Paco Femenia – Carmen
- Alfredo F. Mayo – El misterio Galindez

2005
Javier Aguirresarobe – Das Meer in mir (Mar adentro)
- José Luis Alcaine – Roma
- Raúl Pérez Cubero – Tiovivo c. 1950
- Javier Salmones – Romasanta – Im Schatten des Werwolfs (Romasanta)

2006
José Luis López-Linares – Iberia
- Javier Aguirresarobe – Obaba
- José Luis Alcaine – Otros días vendrán
- Raúl Pérez Cubero – Ninette

2007
Guillermo Navarro – Pans Labyrinth (El laberinto del fauno)
- José Luis Alcaine – Volver – Zurückkehren (Volver)
- Paco Femenía – Alatriste
- David Omedes – Salvador – Kampf um die Freiheit (Salvador (Puig Antich))

2008
José Luis Alcaine – Las 13 rosas
- Álvaro Gutiérrez – Bajo las estrellas
- Ángel Iguácel – Siete mesas de billar francés
- Carlos Suárez Morilla – Oviedo Express

2009
Paco Femenia – Las Bandidas – Kann Rache schön sein! (Solo quiero caminar)
- Hans Burmann – Los girasoles ciegos
- Félix Monti – Sangre de mayo
- Carlos Suárez Morilla – La conjura de El Escorial

## 2010er Jahre
2010
Xavi Giménez – Agora – Die Säulen des Himmels (Agora)
- Álex Catalán – After
- Carles Gusi – Zelle 211 – Der Knastaufstand (Celda 211)
- Félix Monti – In ihren Augen (El secreto de sus ojos)

2011
Antonio Riestra – Pa negre
- Eduard Grau – Buried – Lebend begraben (Buried)
- Kiko de la Rica – Mad Circus – Eine Ballade von Liebe und Tod (Balada triste de trompeta)
- Rodrigo Prieto – Biutiful

2012
Juan Ruiz Anchía – Blackthorn
- José Luis Alcaine – Die Haut, in der ich wohne (La piel que habito)
- Unax Mendía – No habrá paz para los malvados
- Arnau Valls Colomer – Eva

2013
Kiko de la Rica – Blancanieves
- Óscar Faura – The Impossible (Lo imposible)
- Álex Catalán – Kings of the City (Grupo 7)
- Daniel Vilar – Das Mädchen und der Künstler (El artista y la modelo)

2014
Pau Esteve Birba – Caníbal
- Juan Carlos Gómez – 15 años y un día
- Kiko de la Rica – Die Hexen von Zugarramurdi (Las brujas de Zugarramurdi)
- Cristina Trenas, Juan Pinzás und Tote Trenas – New York Shadows

2015
Álex Catalán – La isla mínima – Mörderland (La isla mínima)
- Gonzalo F. Berridi – 8 Namen für die Liebe (Ocho apellidos vascos)
- Carles Gusi – El Niño – Jagd vor Gibraltar (El Niño)
- Alejandro Martínez – Automata (Autómata)

2016
Miguel Ángel Amoedo – La novia
- Álex Catalán – A Perfect Day (Un día perfecto)
- Josep María Civit – Der König von Havanna (El rey de La Habana)
- Jean-Claude Larrieu – Nobody Wants the Night (Nadie quiere la noche)

2017
Óscar Faura – Sieben Minuten nach Mitternacht (A Monster Calls)
- José Luis Alcaine – The Queen of Spain (La reina de España)
- Álex Catalán – 1898. Los últimos de Filipinas
- Arnau Valls Colomer – Tarde para la ira

2018
Javier Agirre Erauso – Handia
- Paco Femenía – Oro
- Jean Claude Larrieu – Der Buchladen der Florence Green (The Bookshop)
- Santiago Racaj – Fridas Sommer (Estiu 1993)

2019
Josu Incháustegui – Gun City (La sombra de la ley)
- Álex Catalán – Yuli
- Eduard Grau – Quién te cantará
- Alejandro de Pablo – Macht des Geldes (El reino)

## 2020er Jahre
2020
Mauro Herce – O que arde
- Javi Agirre – Der endlose Graben (La trinchera infinita)
- José Luis Alcaine – Leid und Herrlichkeit (Dolor y gloria)
- Álex Catalán – Mientras dure la guerra

2021
Daniela Cajías – Las niñas
- Javier Agirre – Tanz der Unschuldigen (Akelarre)
- Ángel Amorós – Black Beach
- Sergi Vilanova Claudín – Adú

2022
Kiko de la Rica – Mediterráneo
- José Luis Alcaine – Parallele Mütter (Madres paralelas)
- Pau Esteve Birba – Der perfekte Chef (El buen patrón)
- Gris Jordana – Libertad

2023
Alejandro de Pablo – As bestas
- Daniela Cajías – Alcarràs – Die letzte Ernte (Alcarràs)
- Álex Catalán – Modelo 77
- Jon D. Domínguez – Cinco lobitos
- Arnau Valls Colomer – Der beste Film aller Zeiten (Competencia oficial)

2024
Pedro Luque – Die Schneegesellschaft (La sociedad de la nieve)
- Valentín Álvarez – Cerrar los ojos
- Gina Ferrer García – 20.000 Arten von Bienen (20.000 especies de abejas)
- Bet Rourich – Un amor
- Diego Trenas – Una noche con Adela

2025
Eduard Grau – The Room Next Door
- Gris Jordana – I am Nevenka (Soy Nevenka)
- Javier Salmones – La infiltrada
- Takuro Takeuchi – Segundo premio
- Isaac Vila – El 47